# Oritoniscus ripollensis
Oritoniscus ripollensis là một loài chân đều trong họ Trichoniscidae. Loài này được Vandel miêu tả khoa học năm 1972.